# ترافيس توك
ترافيس توك (بالإنجليزية: Travis Tuck)‏ هو نحات أمريكي، ولد في 20 فبراير 1943 في بروكلين في الولايات المتحدة، وتوفي في 2002.